# أجودا
أجودا.كوم شركة تُعنى بالسفر عن طريق الإنترنت (OTA). مقرها الرئيسي في سنغافورة ولها عدة فروع موزعة في بانكوك، كوالالمبور، طوكيو، سيدني، هونغ كونغ وبودابست مع دعم إضافي من عدة مكاتب موزعة في المدن الكبرى في آسيا وأفريقيا، والشرق الأوسط وأوروبا والأمريكيتين.

## البداية
تأسست الشركة في أواخر 1990 في بوكيت، تايلاند تحت اسم PlanetHoliday.com انطلاقاً فكرة الاستفادة من النمو المزدهر للإنترنت ومحركات البحث آنذاك لتزويد المستهلكين بمعلومات عن الفنادق والسفر. في عام 2003 تمت إضافتها كشريك لشركة PrecisionReservations.com، وفي عام 2005 تم دمج الشركتين تحت اسم شركة اجودا بي تي المحدودة، المسجلة في سنغافورة.

## الاستحواذ
في نوفمبر 2007، تم الاستحواذ على الشركة من قبل Priceline.com (ناسداك: PCLN)، ليصبح الاستحواذ الدولي الثالث لأكبر شركة تجزئة في العالم على شبكة الإنترنت لغرف الفنادق. واعتباراً من منتصف عام 2013، تتيح الشركة الوصول إلى أكثر من 285,000 فندق مع أكثر من 1,200 موظف حول العالم يمثلون أكثر من 20 بلداً. موقعها على شبكة الإنترنت متاح في 38 لغة بما في ذلك الصينية (التقليدية والمبسطة)، الإنجليزية، الفرنسية، الألمانية، الإسبانية، اليابانية، الروسية، الكورية، العربية والتايلاندية.

## العمل
يضمن موقع اجودا.كوم الحصول على الغرف الفندقية بأقل الأسعار. وسوف يتم تعديل السعر أو تخفيضه إذا استطاع العميل أن يثبت أنه يمكن أن تجد نفس الغرفة في مكان آخر بسعر أقل. لدى الموقع ما يقرب 5 مليون تعليق ورأي من العملاء مباشرة. خدمة الزبائن متوفرة 24 ساعة في اليوم، 365 يوما في السنة في 17 لغة عبر البريد الإلكتروني أو الهاتف. لدى اجودا.كوم تطبيقات الجوال لكل من أجهزة iOS والأندرويد  والمنصات، والتي تقدم وظائف الموقع كاملة.

## جوائز
فاز موقع Agoda.com بجائزة Travelmole كأفضل موقع إقامة على الإنترنت في آسيا لعامي 2008 و2012.

## العضوية في المنظمات
اجودا.كوم عضو في PATA (رابطة السفر آسيا والمحيط الهادئ) منذ عام 2006.

## الهوامش
1. ↑  Priceline.com acquires asian online hotel reservation service co Agoda | Reuters نسخة محفوظة 09 نوفمبر 2015 على موقع واي باك مشين.
2. ↑  Agoda.com makes mobile booking even easier with its app for iPad | News | Breaking Travel News نسخة محفوظة 01 أبريل 2016 على موقع واي باك مشين.
3. ↑   [وصلة مكسورة] نسخة محفوظة 26 مايو 2020 على موقع واي باك مشين.
4. ↑  TravelMole - Awards نسخة محفوظة 24 مارس 2016 على موقع واي باك مشين.

## وصلات خارجية
- الموقع الرسمي
- الموقع الرسمي لبرايسلاين
- الموقع الرسمي لترافل مول